# Donaupark (Regensburg)

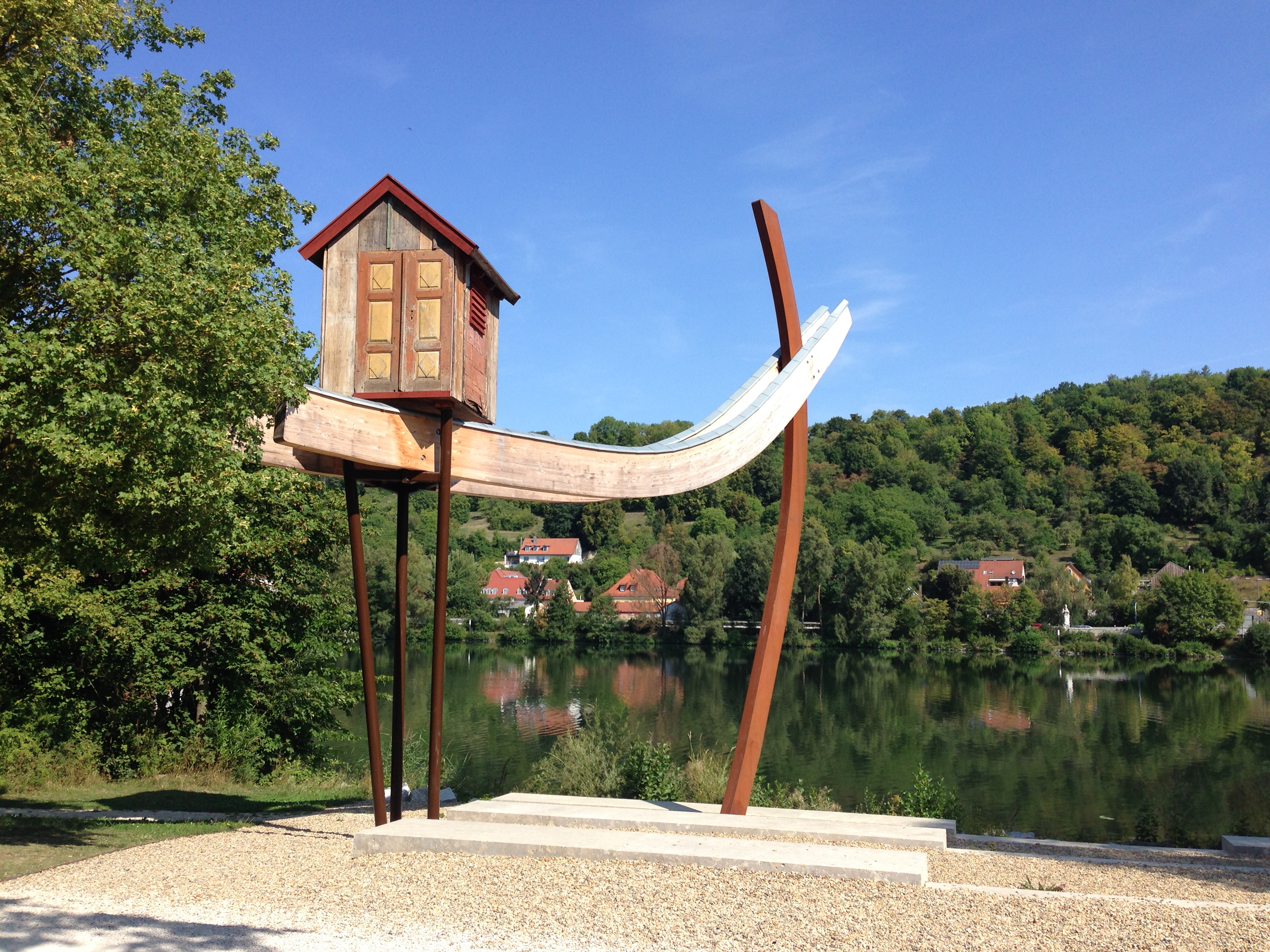
Nördlichster Punkt der Donau im „Westpark“

Der Donaupark, auch Westpark genannt, befindet sich im Westenviertel von Regensburg und ist die größte Parkanlage der Stadt.

## Geografie
Der Donaupark liegt am nördlichsten Punkt der Donau und erstreckt sich über knapp 2,5 km von den Schillerwiesen im Osten nahe dem Herzogspark am Rande der Altstadt von Regensburg, entlang der Donau nach Westen, bis hin zu den städtischen Spielplätzen westlich des Baggersees.

## Geschichte
Bereits in den 1930er Jahren wurden die Schillerwiesen entlang der Donau als Naherholungsgebiet genutzt. Mit dem Ende des Regensburger Flugplatzes in den 1960er Jahren und der Beendigung des Kiesabbaus nahe der Westheimsiedlung entstand in der Folge der 65 Hektar große Donaupark in der heutigen Form mit dem Baggerweiher, welcher mit 12 ha der größte See der Stadt Regensburg ist. Mit zahlreichen Spielplätzen, Skateanlagen, Sportmöglichkeiten, Badebuchten entlang der Donau, dem mit Kunstwerken gesäumten Donauradweg sowie dem angrenzenden Westbad ist die auch Westpark genannte Grünanlage heute das größte innerstädtische Naherholungsgebiet Regensburgs.

## Bilder

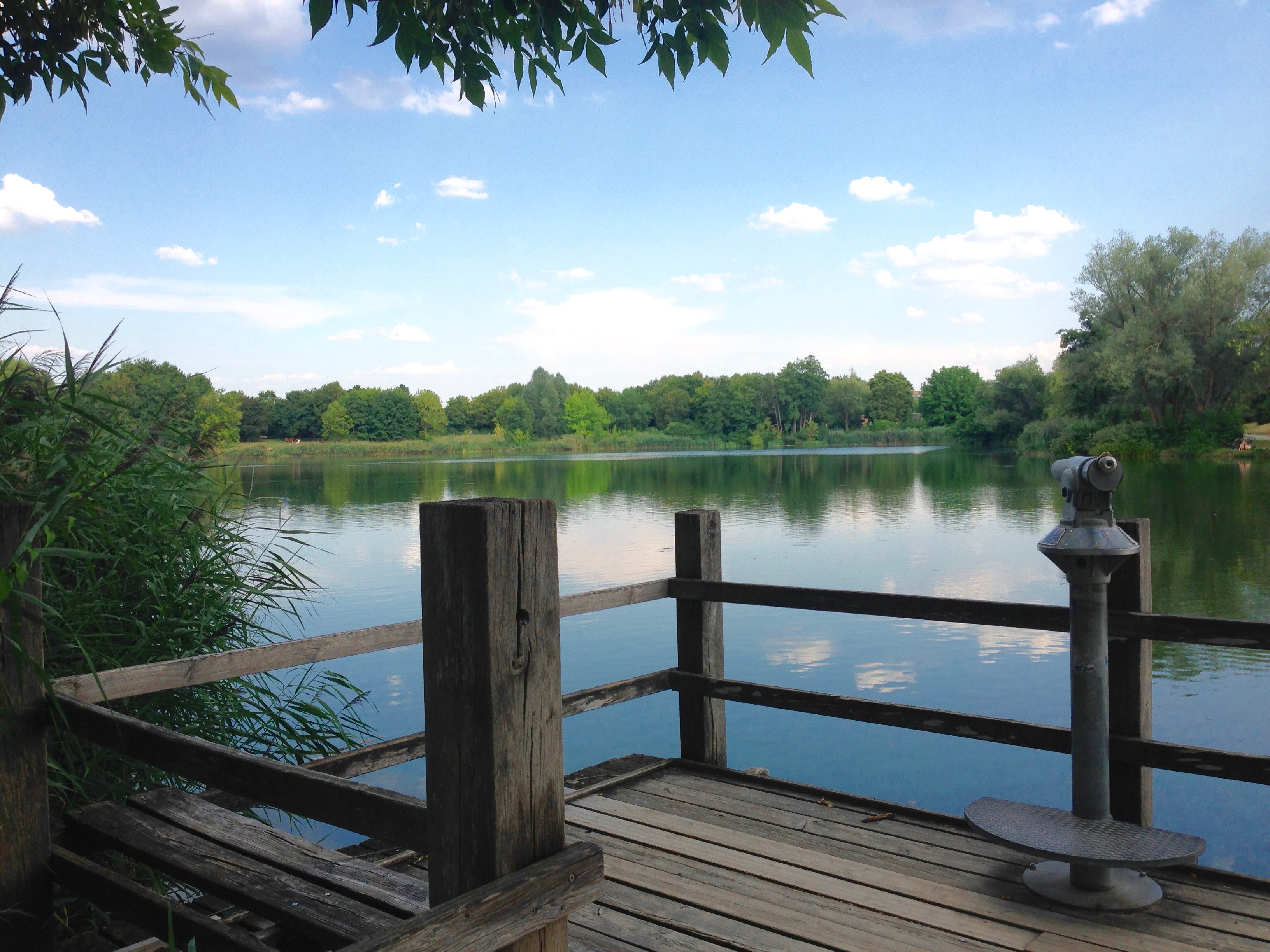
Blick über den „Baggerweiher“ vom Aussichtssteg im Norden
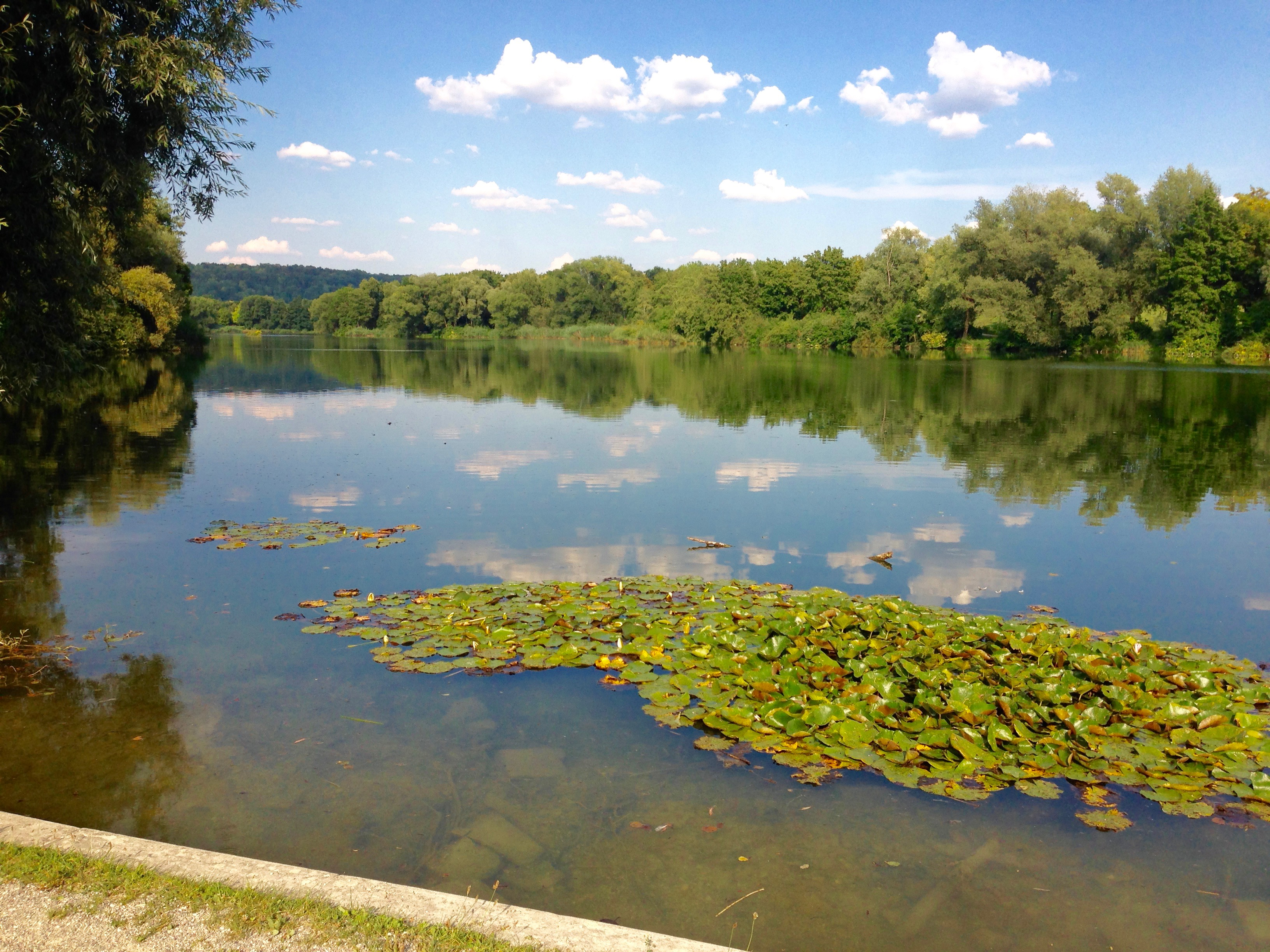
„Westpark“ mit Blick über den Baggersee
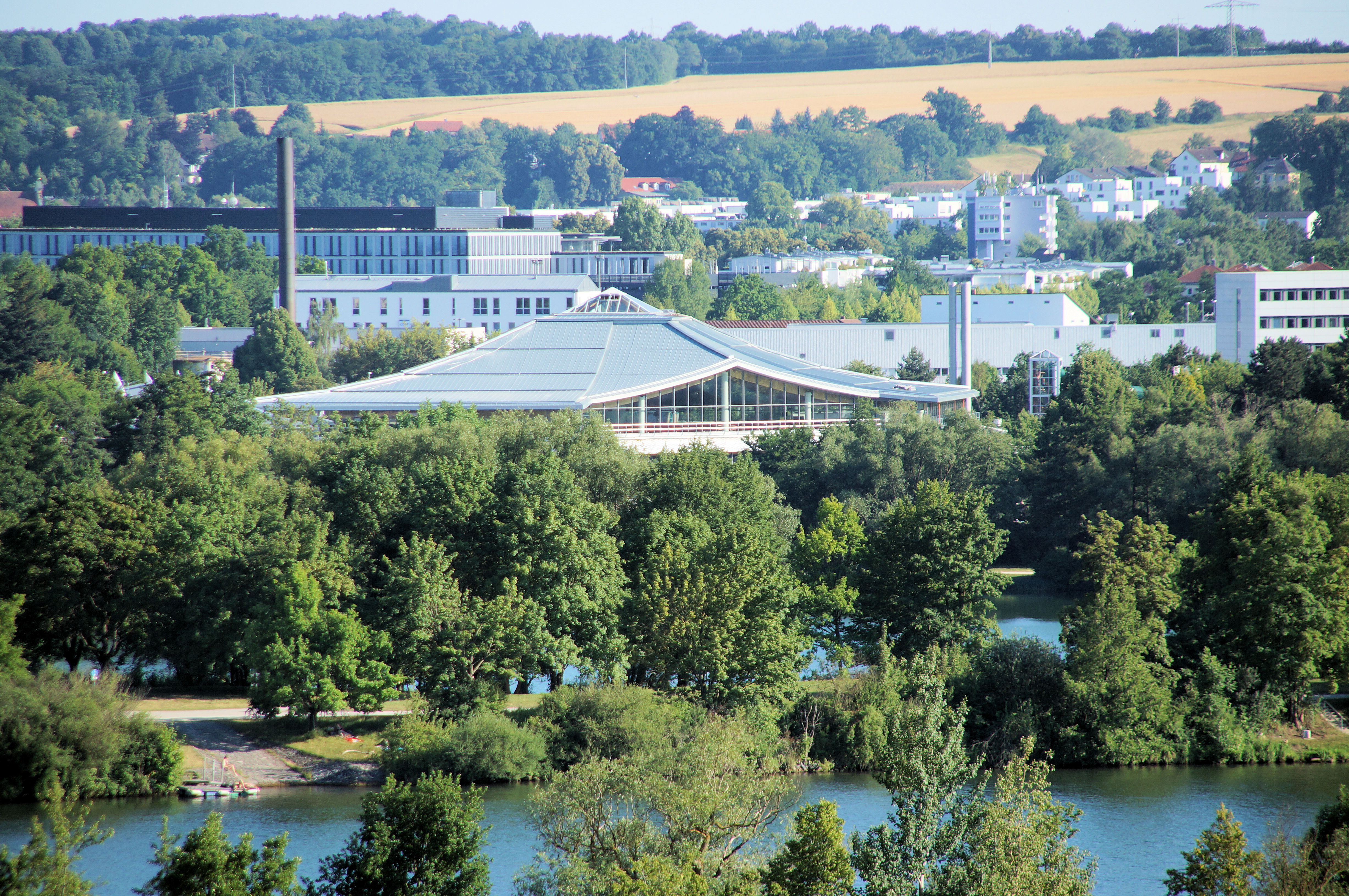
Donaupark mit Westbad im Hintergrund
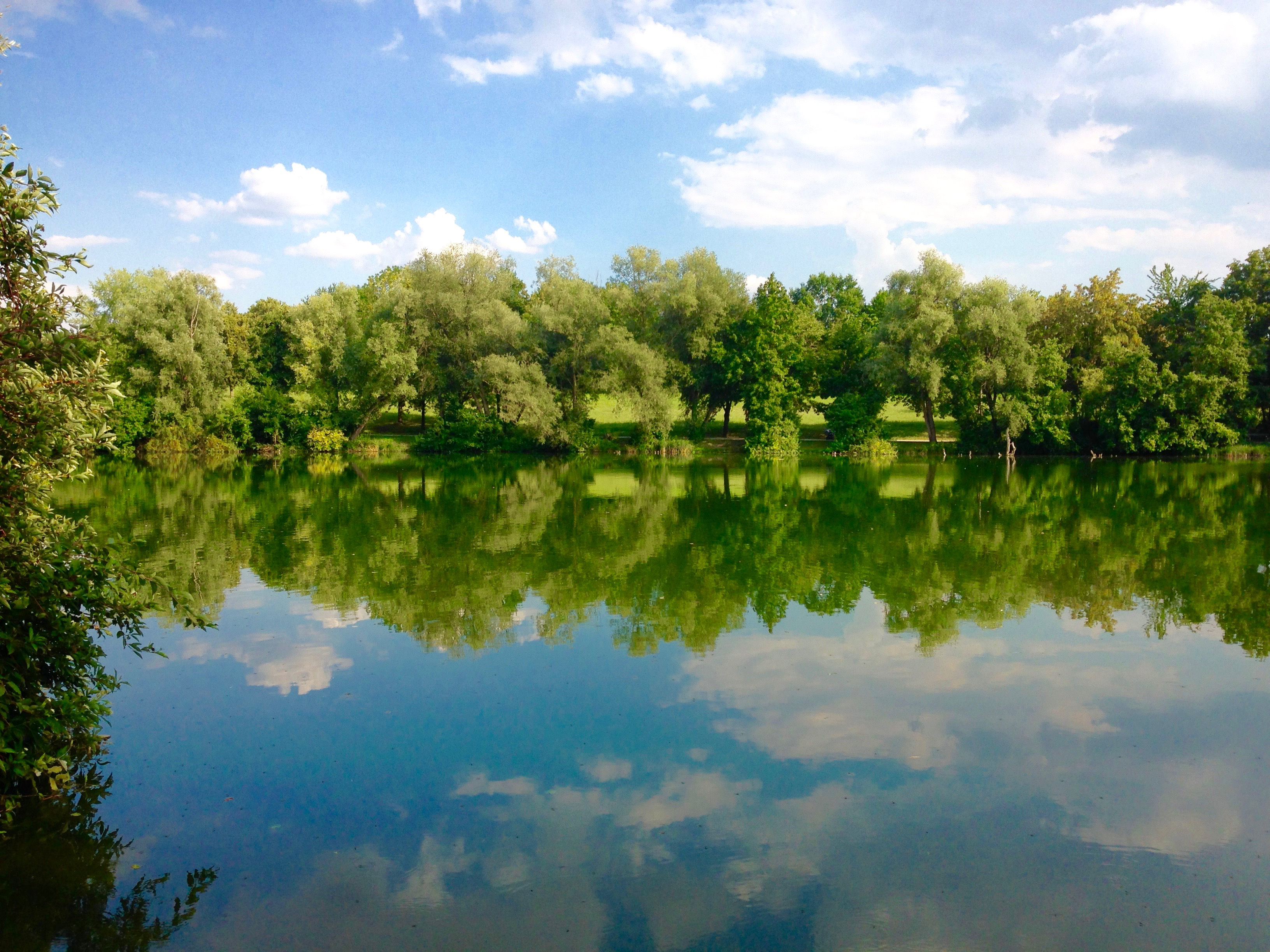
Südufer des „Baggerweihers“
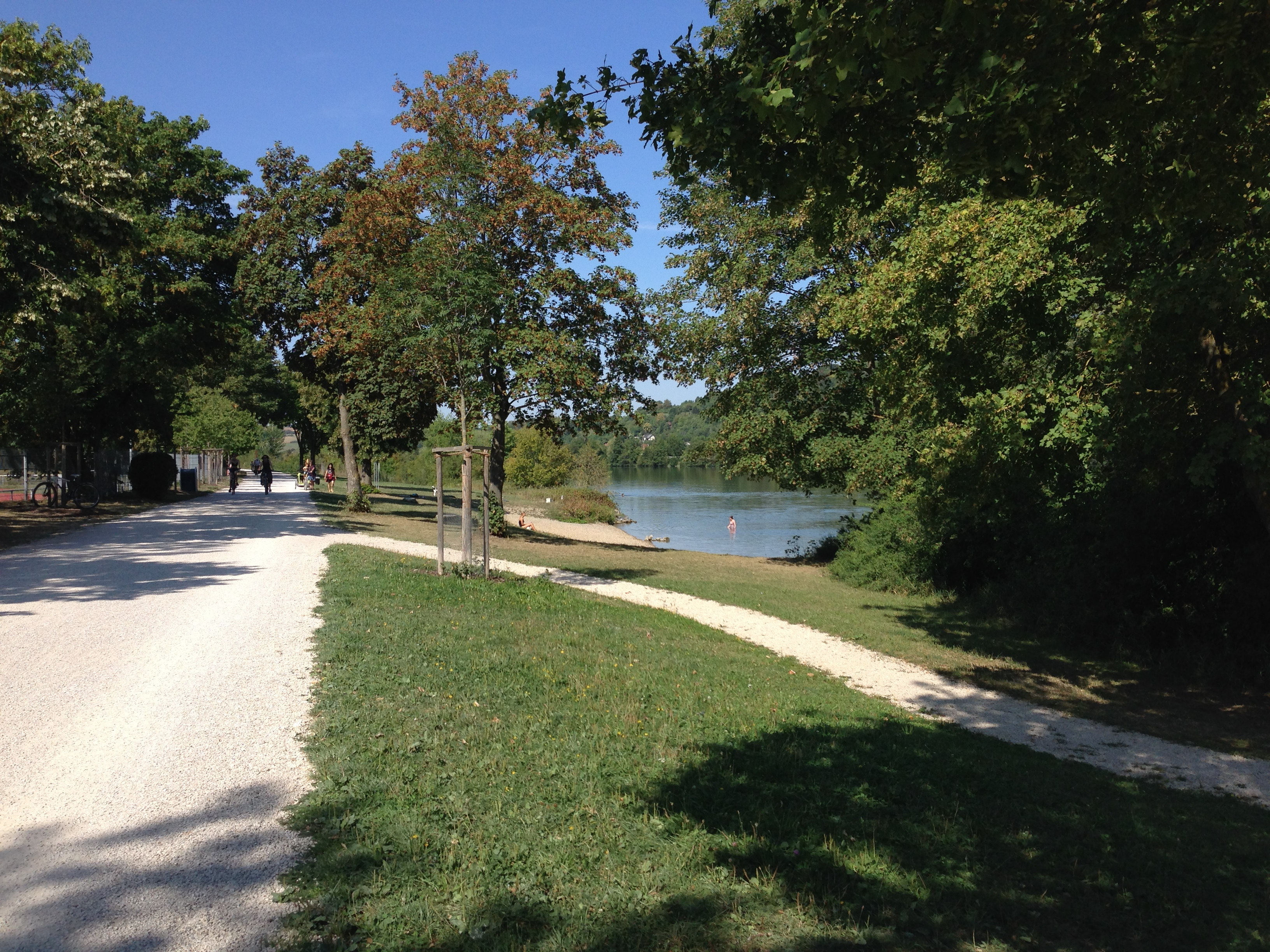
Badebucht entlang des Donauradwegs im Donaupark